# Turn It Up (canción de Armin van Buuren)
«Turn It Up» es una canción realizada por el DJ y productor holandés Armin van Buuren. Fue lanzado el 15 de marzo de 2019 por el sello Armada Music y Armind, 
 Armin lo refiere como el Follow Up de su canción Blah Blah Blah. Cuenta con la colaboración sin acreditar del cantante holandés Ki Fitzgerald.

## Lista de canciones
| Descarga digital - Versión Original |                             |          |  |
| N.º                                 | Título                      | Duración |  |
| 1.                                  | «Turn It Up» (Radio Edit)   | 2:53     |  |
| 2.                                  | «Turn It Up» (Extended Mix) | 6:45     |  |